# Новая Деревня (Московская область)
Новая Деревня — деревня в Зарайском районе Московской области, в составе муниципального образования сельское поселение Струпненское (до 29 ноября 2006 года входила в состав Струпненского сельского округа).

## Население
| 2002 | 2006 | 2010 |
| ---- | ---- | ---- |
| 20   | ↘13  | ↗21  |

## География
Новая Деревня расположена в 3 км на юго-запад от Зарайска, на левом берегу реки Осётр, высота центра деревни над уровнем моря — 135 м.

## История
В 1930 году в деревне был образован колхоз «Новая Деревня», с 1961 года — в составе совхоза «Чулки-Соколово».